# Puertasaurus reuili
Puertasaurus (il cui nome significa "lucertola di Puerta") è un genere estinto di dinosauro sauropode titanosauride vissuto nel Cretaceo superiore, circa 97-96 milioni di anni fa, in quella che è oggi la Patagonia. L'unica specie ascritta a questo genere è P. reuili, chiamata così in onore di Pablo Puerta e Santiago Reuil, che scoprirono i resti dell'animale nel gennaio del 2001. Tutto ciò che si conosce di questo animale è una colonna vertebrale parziale, composta da: una vertebra del collo, una vertebra dorsale posteriore e due vertebre caudali.

## Descrizione

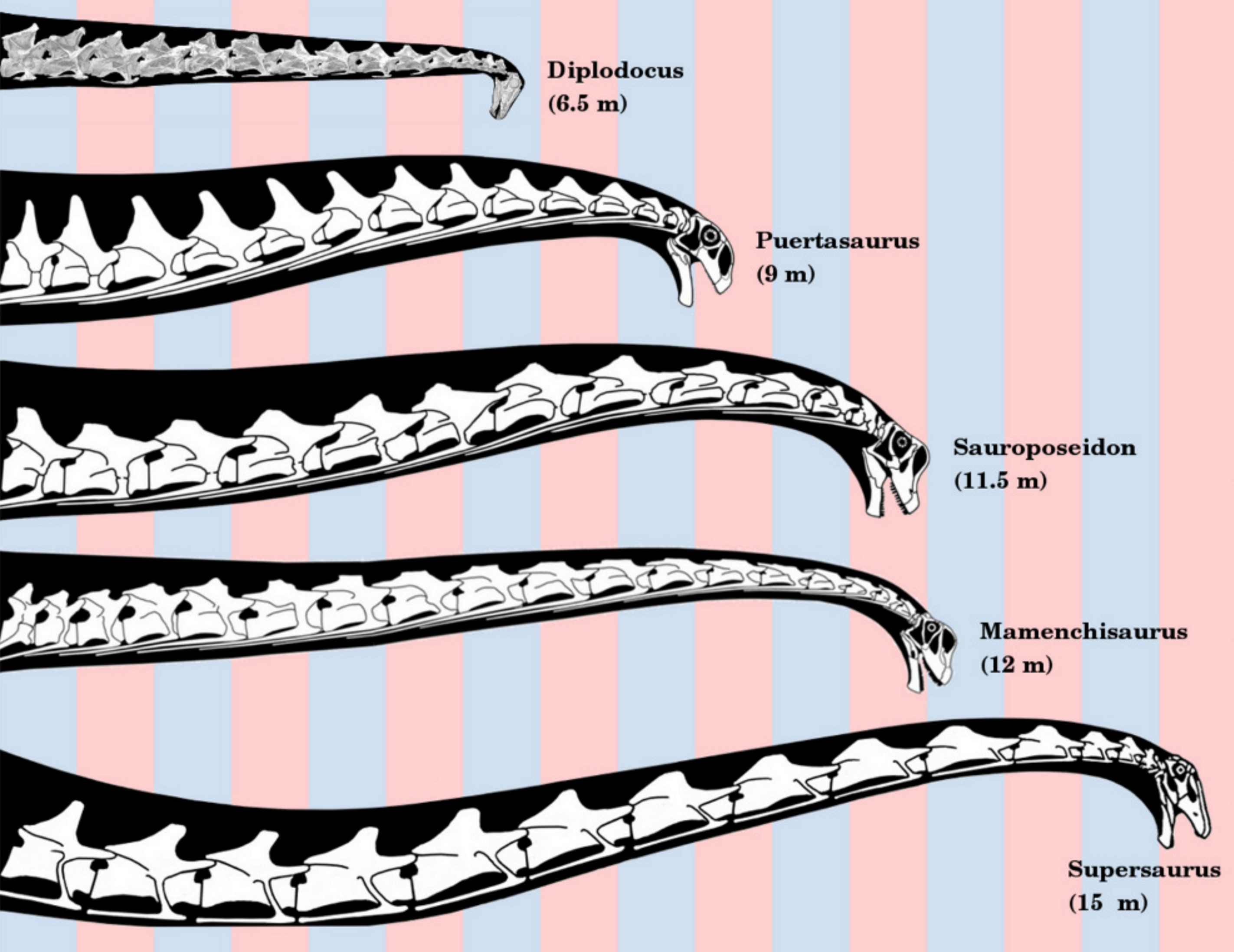
Ricostruzione e dimensioni del collo di alcuni sauropodi giganti, con Puertasaurus secondo dall'alto.

L'olotipo dell'animale, MPM 10002, è composto da una vertebra cervicale, una vertebra dorsale e due vertebre caudali, la più grande delle quali è la vertebra dorsale posteriore, che misura ben 1,06 metri (3.48 ft) di altezza e 1,68 metri (5.51 ft) di larghezza. Ciò fa di questa vertebra la più larga mai scoperta in un sauropode; due terzi della sua larghezza è costituita da enormi diapofisi (processi ossei laterali che sostengono le vertebre), che sono fortemente fuse con la vertebra stessa, formando una vasta sezione a forma di vanga. Nella maggior parte dei sauropodi, come l'Argentinosaurus, le vertebre non sono così grandi, mancano di contrafforti e hanno una semplice forma a barra. Le enormi dimensioni delle diapophisi indicano che la gabbia toracica dell'animale era incredibilmente ampia, e in vita l'animale avrebbe avuto un addome dai 5 agli 8 metri, il che renderebbe il Puertasaurus non solo uno dei dinosauri più grandi mai vissuti, ma anche il più ampio e probabilmente uno dei più pesanti. Anche il collo dell'animale era piuttosto insolito: in base alla singola vertebra cervicale nota, si è dedotto che il Puertasaurus aveva un collo lungo e spesso, provvisto di ampie costole cervicali e corte spine neurali (a differenza dell'affine Futalognkosaurus, il cui collo era lungo e provvisto di alte spine neurali). Ciò dava al collo dell'animale un'incredibile flessibilità verticale, tanto che alcuni paleontologi ritengono che il Puertasaurus tenesse il collo verticale al suolo, anziché parallelo ad esso come gli altri titanosauridi; ciò avrebbe consentito un maggiore raggio di azione alla testa dell'animale che poteva raggiungere facilmente il cibo senza dover spostare il corpo. Questa inusuale anatomia del corpo e del collo non è stata osservata in nessun altro dinosauro noto.

### Dimensioni
Fernando Novas, uno dei paleontologi che ha descritto il Puertasaurus, ha stimato che l'animale in vita doveva raggiungere tra i 35 e i 40 metri (dai 115 ai 131 ft) di lunghezza, un'altezza di circa 7 metri alle spalle (con la testa che poteva essere sollevata fino a 16 metri da terra, se il collo fosse stato mantenuto verticale al suolo) per un peso stimato tra le 80 e le 100 tonnellate. Se tali stime fossero corrette renderebbe il Puertasaurus uno degli animali più grandi e imponenti che abbiano mai camminato sulla terra, rivaleggiando in dimensioni solo con i titanosauri Argentinosaurus e Dreadnoughtus. Stime più recenti totalizzano una lunghezza totale di circa 30 metri, dimensioni comunque ragguardevoli.

## Classificazione
Il Puertasaurus è stato classificato come appartenente al clade dei Titanosauria. In base alla forma delle vertebre, l'animale è stato classificato come appartenente alla sottofamiglia dei lognkosauria, un gruppo di transizione all'interno di Titanosauria, che comprende anche il gigantesco Futalognkosaurus e il più piccolo Mendozasaurus, entrambi noti per il caratteristico collo spesso, gabbie traciche ampie e diapophisi larghe. Se effettivamente il Puertasaurus fosse un lognkosauro, rappresenterebbe la specie più grande e primitiva del gruppo.